# 亲和山椒螺
亲和山椒螺（学名：Assiminea affinis），是中腹足目山椒螺科山椒螺属的一种。主要分布于台湾，常栖息在潮间带高潮线。